# Smotjevo
Smotjevo (bulgariska: Смочево) är ett distrikt i Bulgarien.   Det ligger i kommunen Obsjtina Rila och regionen Kjustendil, i den västra delen av landet, 60 km söder om huvudstaden Sofia.
Omgivningarna runt Smotjevo är en mosaik av jordbruksmark och naturlig växtlighet. Runt Smotjevo är det glesbefolkat, med 10 invånare per kvadratkilometer.